# League of American Writers
La League of American Writers ( literal, Unión de Escritores Estadounidenses ) fue una asociación de novelistas, dramaturgos, poetas, periodistas y críticos literarios de nacionalidad estadounidense impulsada por el Partido Comunista de los Estados Unidos (CPUSA) en 1935. El grupo incluía a miembros del Partido Comunista y a los llamados " compañeros de viaje " que seguían de cerca la línea política del Partido Comunista sin ser miembros formales del partido, así como a simpatizantes de las ideas defendidas por la organización. Los objetivos políticos de la Liga fueron cambiando con el tiempo de acuerdo con la cambiante línea partidaria del Partido Comunista de Estados Unidos. La Liga, que comenzó como una organización antifascista en 1935, adoptó una posición contra la guerra tras la firma del Pacto Nazi-Soviético de 1939 y una posición a favor de la guerra después de la invasión alemana de la Unión Soviética en junio de 1941. La organización tuvo un papel destacado en la defensa de la España republicana durante la Guerra Civil Española y en la prestación de apoyo financiero y moral a escritores necesitados en Estados Unidos e internacionalmente. La organización se disolvió en 1943, trasladándose sus miembros a otras organizaciones con objetivos similares.

## Historia

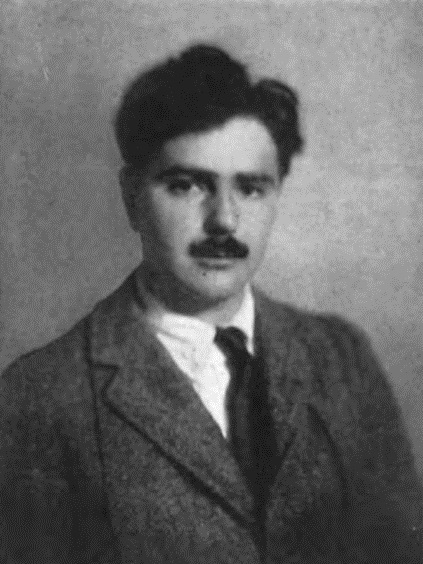
El novelista Waldo Frank, fotografiado en 1918, fue el primer presidente de la Liga.

La Liga de Escritores Estadounidenses fue fundada por el First American Writers Congress ( Primer Congreso de Escritores Estadounidenses ), una reunión celebrada del 26 al 28 de abril de 1935. Según Myra Page, su nacimiento coincidió con el 1 de mayo de 1935, Día Internacional de los Trabajadores. La organización estaba afiliada a la Unión Internacional de Escritores Revolucionarios ( International Union of Revolutionary Writers, sigla IURW)  así como a la Asociación Internacional de Escritores para la Defensa de la Cultura ( International Association of Writers for the Defense of Culture ) y era el equivalente estadounidense de la Liga Británica de Escritores ( British League of Writers ).  Entre los miembros iniciales destacaban: Alexander Trachtenberg, Waldo Frank, Franklin Folsom, Louis Untermeyer, Earl Browder, I. F. Stone, Millen Brand, Arthur Miller, Lillian Hellman, Dashiell Hammett y Myra Page. En un artículo de la revista de la IURW, International Literature, Alan Calmer, miembro de la Liga de Escritores Estadounidenses, señaló que la nueva organización surgió de una decisión tomada en la convención de 1934 de los Clubes John Reed del Partido Comunista de los Estados Unidos. La convención que convocó el primer Congreso de Escritores Estadounidenses declaró que el capitalismo se estaba desmoronando rápidamente y buscó reunir a los "cientos de poetas, novelistas, dramaturgos, críticos, cuentistas y periodistas" que reconocían "la necesidad de ayudar personalmente a acelerar la destrucción del capitalismo y el establecimiento de un gobierno de los trabajadores". 
La convención fundadora de la Liga se celebró en el New York City Center y asistieron 400 "escritores delegados" invitados frente a una audiencia total de casi 5.000 personas. Aunque más tarde se le llamó " organización fachada ", el papel del Partido Comunista nunca fue un secreto. Earl Browder, secretario general del CPUSA, pronunció el discurso inaugural ante los delegados del Primer Congreso de la Liga de Escritores Estadounidenses. Browder reconoció que los escritores eran normalmente "escépticos respecto de todos los partidos políticos, por no decir displicentes". Junto a Browder, al dirigirse a los delegados de la convención fundadora, estuvo también el miembro del comité político del CPUSA, Clarence Hathaway, quien saludó al Congreso en nombre de "todo el personal de The Daily Worker", el periódico oficial del Partido Comunista. Otros activistas destacados del CPUSA que se dirigieron en la reunión fueron Moissaye Olgin por el periódico en idioma yiddish Morgen Freiheit, Joseph Freeman por el New Masses y Alexander Trachtenberg de International Publishers, brazo editorial del CPUSA. 
Waldo Frank fue elegido el primer presidente de la nueva organización. El Consejo ejecutivo estaba formado por Frank, Freeman, Trachtenberg, Michael Gold, Granville Hicks, Malcolm Cowley, Josephine Herbst, Albert Maltz, Kenneth Burke, Harold Clurman, Hart, Josephson, Lawson, Scheider, Seaver, Genevieve Taggard y Alfred Kreymborg . 

### Desarrollo
La Liga de Escritores Estadounidenses tenía una cuota simbólica de 5 dólares por año y aunque era técnicamente una "organización de masas", la membresía estaba limitada a la élite literaria. Varios meses después del congreso fundador de abril de 1935, se informó que el grupo contaba con apenas 125 miembros. Además, los miembros tenían que aceptar y observar un conjunto de objetivos de membresía.
La Liga de Escritores Americanos estaba gestionada por congresos que se celebraban cada dos años. La organización también tenía varios capítulos locales que realizaban diversas actividades de recaudación de fondos y eventos diseñados para aumentar la conciencia pública sobre asuntos de interés para la Liga. Se mantuvieron capítulos en la ciudad de Nueva York, Washington D. C., Boston, Chicago, San Francisco y Minneapolis .  La organización publicó un boletín oficial, The Bulletin of the League of American Writers.
Varios escritores destacados se unieron a la causa durante los siguientes años, entre ellos Thomas Mann, John Steinbeck, Ernest Hemingway, Theodore Dreiser, James Farrell, Archibald MacLeish, Lillian Hellman, Nathanael West, Elsa Gidlow y William Carlos Williams .  La participación de muchas de estas luminarias literarias en los asuntos de la Liga era a menudo nominal, limitada a la firma de una petición ocasional. Este esfuerzo por reunir a figuras prominentes se vio facilitado por un silenciamiento del lenguaje explícitamente revolucionario y del tono comunista de la organización tras su segunda convención en junio de 1937. 
A la convención de 1937 asistieron 50 delegados.  El discurso de apertura fue pronunciado por Ernest Hemingway, recién regresado de la Guerra Civil Española. Hemingway denunció el fascismo como "una mentira contada por matones" y declaró que "un escritor que no miente no puede vivir ni trabajar bajo el fascismo".  Se mostraron a la audiencia extractos de la película The Spanish Earth . 
El secretario general del Partido Comunista, Earl Browder, volvió a hablar en la convención de 1937, haciendo hincapié en la necesidad de los " Frentes Populares ", ya que el mundo estaba dividido en "dos grandes campos en guerra, la democracia contra el fascismo" y dejando en manos de los escritores "la tarea de adaptar su propio trabajo a la disciplina superior de toda la lucha por la democracia".  Atrás quedaba el colapso del capitalismo y el deber de los escritores de acelerar su desaparición como participantes en la lucha de clases; ahora la tarea primordial era la construcción de una "amplia unidad de todas las fuerzas democráticas y progresistas... contra la amenaza de la barbarie fascista". 
Waldo Frank fue reemplazado como presidente de la Liga en 1937, debido a que cuestionó las pruebas y los veredictos emitidos en los grandes "juicios-espectáculo" en Moscú .  Fue reemplazado como presidente por Donald Ogden Stewart. El Secretario Ejecutivo desde 1937 a 1942 fue el incondicional del Partido Comunista Franklin Folsom .  La Liga tuvo siete vicepresidentes destacados durante los últimos años de la década de 1930, entre ellos Van Wyck Brooks, Erskine Caldwell, Malcolm Cowley, Paul DeKruif, Langston Hughes, Meridel LeSueur y Upton Sinclair . 
El Tercer Congreso de la Liga de Escritores Estadounidenses, celebrado en la ciudad de Nueva York en junio de 1939, se inauguró una vez más con una sesión pública el viernes por la noche en el Carnegie Hall. El poeta Langston Hughes pronunció el discurso inaugural, en el que comparó la situación de los negros estadounidenses con la de la minoría judía en Alemania, con una sola diferencia: "Aquí podemos hablar abiertamente sobre nuestros problemas, escribir sobre ellos, protestar y tratar de mejorar nuestras condiciones. En Alemania, los judíos no pueden hacer ninguna de esas cosas".  El discurso de Hughes fue ampliamente democrático y no incluyó eslóganes revolucionarios.

### Publicaciones
La Liga de Escritores Estadounidenses publicó de manera irregular un boletín llamado The Bulletin of the League of American Writers.  Su circulación fue restringida, con una tirada de apenas 700 copias, de las que sobrevivieron pocos ejemplares. 
En 1937, la Liga envió encuestas a más de 1.000 escritores estadounidenses preguntándoles su posición sobre la Guerra Civil Española. Unas 418 personas devolvieron los formularios de la encuesta, de los cuales 410 apoyaron a los leales a la República Española, 7 profesaron neutralidad y solo una, Gertrude Atherton, apoyó al general Francisco Franco y sus fuerzas nacionalistas.  De acuerdo con la línea política del CPUSA, no se hizo ningún esfuerzo para contactar con escritores que se sabía que simpatizaban con León Trotsky. Cuando Max Eastman, traductor de Trotsky y oponente de Joseph Stalin, recibió por error un formulario de encuesta, la respuesta de Eastman fue excluida por insistencia del editor del periódico del Partido Comunista, Moissaye Olgin. Las demás respuestas fueron condensadas en un panfleto publicado por la Liga de Escritores Estadounidenses, titulado Los escritores toman partido ( Writers Take Sides ). 

### Decadencia y disolución

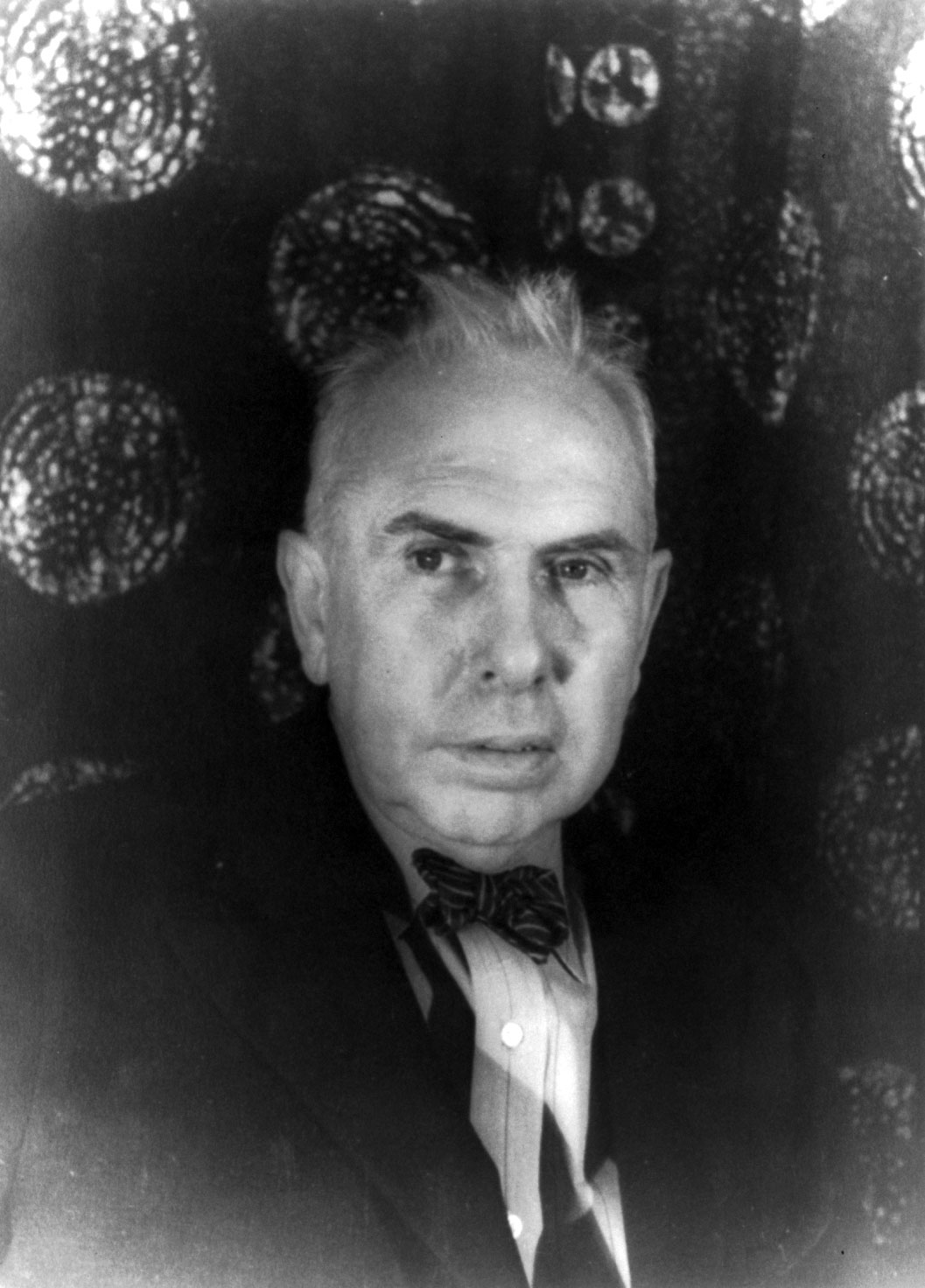
Theodore Dreiser, fotografiado en 1933, fue el presidente honorario de la Liga de Escritores Estadounidenses en 1941.

Con la firma del Pacto Nazi-Soviético en el otoño de 1939, la Liga de Escritores Estadounidenses cambió su política oficial desde la defensa de la seguridad colectiva contra el fascismo en Europa a una de oposición a la llamada "guerra imperialista", en concordancia con un cambio en la línea política de la Internacional Comunista y el CPUSA.  Sin embargo, este cambio abrupto no estuvo exento de costes para la organización, ya que una serie de miembros destacados de la Liga de Escritores Estadounidenses abandonaron las filas del grupo. Entre ellos se encontraban Archibald MacLeish, Malcolm Cowley, Van Wyck Brooks, Thomas Mann y Granville Hicks. 
En enero de 1940, la Liga formó un Comité para Mantener a Estados Unidos fuera de la guerra. Los miembros de este grupo incluían a: Lillian Hellman, Dashiell Hammett, Lawrence A. Goldstone, Eleanor Flexner, Len Zinberg, Shaemas O'Sheel y Sonia Raiziss, entre otros.  Varios miembros de la Liga fueron puestos bajo vigilancia por el gobierno de los Estados Unidos. 
Theodore Dreiser fue presidente honorario de la Liga de Escritores Estadounidenses en 1941. 
En el verano de 1941, la Liga volvió a cambiar abruptamente su posición política, poniendo fin a su postura contra la guerra, con la invasión alemana de la URSS en el verano de 1941.  Haciendo eco de otro cambio abrupto de la línea política del CPUSA, la Liga de Escritores Estadounidenses se convirtió en defensora de la entrada de Estados Unidos en la Segunda Guerra Mundial en defensa de la Unión Soviética.
Todavía en 1941, el Fiscal General Francis Biddle comenzó a rastrear lo que se consideraba organizaciones subversivas controladas por los soviéticos, y en febrero de 1943 la Liga de Escritores Estadounidenses fue incluida en la Lista Biddle, que más tarde se convirtió en la Lista de Organizaciones Subversivas del Fiscal General. Esta inclusión acabó con la organización.   Su condena fue confirmada en mayo de 1948 y nuevamente en 1953 mediante la Orden Ejecutiva 10450.
Sin embargo, la sección de Hollywood cambió su nombre a Hollywood Writers’ Mobilization ( Movilización de Escritores de Hollywood ), dirigida por John Howard Lawson . 
El archivo de la Liga se encuentra en la Biblioteca Bancroft de la Universidad de California, Berkeley. La colección ha sido microfilmada y el negativo se conserva en el Departamento de Libros Raros y Colecciones Especiales de la universidad.

## Convenciones
- Primer Congreso de Escritores Estadounidenses: Nueva York, 26-28 de abril de 1935.
- Segundo Congreso de Escritores Estadounidenses: Nueva York, 4-6 de junio de 1937.
- Tercer Congreso de Escritores Estadounidenses: Nueva York, 2-4 de junio de 1939.
- Cuarto Congreso de Escritores Estadounidenses: Nueva York, 6-8 de junio de 1941.